# Vladimirci
Vladimirci (Servisch: Владимирци) is een gemeente in het Servische district Mačva.
Vladimirci telt 20.373 inwoners (2002). De oppervlakte bedraagt 338 km², de bevolkingsdichtheid is 60,3 inwoners per km².

## Plaatsen in de gemeente
| - Belotić - Beljin - Bobovik - Vladimirci - Vlasenica - Vukošić - Vučevica - Debrc - Dragojevac - Zvezd | - Jazovnik - Jalovik - Kaona - Kozarica - Krnić - Krnule - Kujavica - Lojanice - Matijevac - Mesarci | - Mehovine - Mrovska - Novo Selo - Pejinović - Provo - Riđake - Skupljen - Suvo Selo - Trbušac |